# Im Soo-hyang
Đây là một tên người Triều Tiên, họ là Im.
Im Soo-hyang (tiếng Hàn: 임수향; sinh ngày 19 tháng 4 năm 1990) là nữ diễn viên người Hàn Quốc. Cô trở nên nổi tiếng với vai chính trong phim truyền hình New Tales of Gisaeng (2011) và Inspiring Generation (2014). Sau một loạt vai phụ, cô đã được công nhận rộng rãi nhờ những màn thể hiện trong bộ phim học đường lãng mạn Người đẹp Gangnam (2018) và bộ phim thần bí ăn khách Gia đình đức hạnh (2019).

## Tiểu sử

### Giáo dục
- Trường trung học Buheung (부흥중학교) – Đã tốt nghiệp
- Trường trung học nghệ thuật Anyang (안양예술고등학교), Khoa Sân khấu và Điện ảnh – Đã tốt nghiệp
- Đại học Chung-Ang (중앙대학교), Khoa Sân khấu và Điện ảnh – Đã tốt nghiệp Cử nhân

## Danh sách phim

### Phim
| Năm  | Nhan đề                    | Vai diễn                         | Ghi chú                    | Ng.   |
| ---- | -------------------------- | -------------------------------- | -------------------------- | ----- |
| 2009 | 4th Period Mystery'        | Người hâm mộ số một Im Soo-hyang | Ra mắt; vai trò nhỏ        |       |
| 2013 | Iris 2: The Movie          | Kim Yeon-hwa                     | Vai chính                  |       |
| 2014 | Love of the Sea (海洋之戀) |                                  | Phim Trung Quốc; Vai chính | [ 4 ] |
| 2016 | Eun-ha                     | Lee Eun-ha                       | Vai chính                  | [ 5 ] |

### Phim truyền hình
| Năm  | Nhan đề                   | Kênh       | Vai diễn        | Ghi chú         | Ng.           |
| ---- | ------------------------- | ---------- | --------------- | --------------- | ------------- |
| 2011 | Chuyện tình nàng Gisaeng  | SBS        | Dan Sa-ran      | Vai chính       | [ 6 ]         |
| 2017 | Lovers in Bloom           | KBS1       | Moo Goong-hwa   | Vai chính       | [ 7 ]         |
| 2017 | Hành vi phạm tội          | tvN        | Song Yoo-kyung  | Cameo (tập 6–7) | [ 8 ]         |
| 2018 | Người đẹp Gangnam         | JTBC       | Kang Mi-rae     | Vai chính       | [ 9 ]         |
| 2018 | Top Star U-back           | tvN        | Chính cô ấy     | Cameo (tập 3)   | [ 10 ]        |
| 2019 | Gia đình đức hạnh         | MBN/DramaX | Mo Seok-hee     | Vai chính       | [ 11 ]        |
| 2020 | Khi em đẹp nhất           | MBC        | Oh Ye-ji        | Vai chính       |               |
| 2022 | Cô nàng trong trắng Woori | SBS        | Oh Woo-ri       | Vai chính       | [ 12 ]        |
| 2022 | Doctor Lawyer             | MBC        | Geum Seok-yeong | Vai chính       | [ 13 ] [ 14 ] |

## Giải thưởng và đề cử
| Năm  | Lễ trao giải                                                                                           | Hạng mục                                                                               | (Những) Người / Tác phẩm được đề cử | Kết quả   | Ng.    |
| ---- | --- | -------------------------------------------------------------------------------------- | ----------------------------------- | --------- | ------ |
| 2014 | Liên hoan phim thông minh Goyang lần thứ 4 (4th Goyang Smart Film Festival)                            | Nữ diễn viên xuất sắc nhất                                                             | A Hidden Story                      | Đoạt giải | [ 15 ] |
| 2017 | Giải thưởng phim truyền hình KBS lần thứ 31 (31st KBS Drama Awards)                                    | Giải thưởng xuất sắc, Nữ diễn viên trong phim truyền hình hàng ngày                    | Lovers in Bloom                     | Đoạt giải | [ 16 ] |
| 2018 | Giải thưởng Văn hóa và Giải trí Hàn Quốc lần thứ 26 (26th Korea Culture and Entertainment Awards)      | Giải thưởng xuất sắc hàng đầu, Nữ diễn viên chính trong phim truyền hình               | Người đẹp Gangnam                   | Đoạt giải | [ 17 ] |
| 2018 | Ngày người tiêu dùng lần thứ 23, Giải thưởng văn hóa giải trí KCA (제23회 소비자의 날 KCA 연예 시상식) | Diễn viên được khán giả bình chọn năm 2018                                             | Người đẹp Gangnam                   | Đoạt giải |        |
| 2019 | Giải thưởng Soompi thường niên lần thứ 14 (14th Annual Soompi Awards)                                  | Cặp đôi đẹp nhất (với Cha Eun-woo)                                                     | Người đẹp Gangnam                   | Đề cử     | [ 18 ] |
| 2020 | Giải thưởng phim truyền hình MBC lần thứ 39 (39th MBC Drama Awards)                                    | Giải thưởng xuất sắc hàng đầu, Nữ diễn viên trong phim truyền hình ngắn thứ Tư–thứ Năm | Khi em đẹp nhất                     | Đoạt giải | [ 19 ] |
| 2020 | Giải thưởng phim truyền hình MBC lần thứ 39 (39th MBC Drama Awards)                                    | Giải thưởng Cặp đôi đẹp nhất (với Ji Soo)                                              | Khi em đẹp nhất                     | Đề cử     | [ b ]  |